# Gorogobius stevcici
Gorogobius stevcici is een  straalvinnige vissensoort uit de familie van grondels (Gobiidae). De wetenschappelijke naam van de soort is voor het eerst geldig gepubliceerd in 2008 door Kovacic & Schliewen.
Het langste gevangen exemplaar van een mannetje van Gorogobius stevcici was niet langer dan 33 millimeter, het langste gevangen vrouwtje zelfs niet langer dan 23,3 millimeter, hoewel er wel grotere exemplaren waargenomen zijn. Het visje komt alleen voor in de Atlantische Oceaan rond de eilanden Sao Tomé en Ilhéu das Rolas en bevindt vooral zich tussen de 15 en 40 meter diepte in de buurt van grotten.